# Шаврин, Сергей Иванович
Серге́й Ива́нович Ша́врин (род. 5 ноября 1965, Москва) — российский военный и общественный деятель, вице-президент Регионального общественного фонда поддержки Героев Советского Союза и Героев Российской Федерации имени генерала Е. Н. Кочешкова. Герой Российской Федерации (1996).

## Биография
Родился 5 ноября 1965 года в семье служащих. После обучения в Московском суворовском военном училище (1981—1983) направлен в Московское высшее пограничное командное ордена Октябрьской Революции Краснознамённое училище КГБ СССР им. Моссовета, которое окончил в 1987 году. Службу продолжал в группе специального назначения «Вымпел» КГБ СССР. 
В 1995 году окончил Академию ФСБ России.
Проходил службу в спецподразделении ФСБ «Вымпел». Неоднократно принимал участие в боевых действиях и специальных операциях.
При проведении разведывательно-поисковых и боевых действий в ходе штурма Грозного в январе 1995 года руководил группой. За личное мужество и умелое руководство подразделением в ходе штурма Грозного в январе 1995 года награждён медалями «За отвагу» и «За отличие в воинской службе» 1-й степени.
В августе 1996 года, когда в Грозный вошли боевики, подразделение Сергея Шаврина находилось в общежитии ФСБ в центре города. Около сотни сотрудников ФСБ, попав в окружение, в течение четырёх дней отбивали атаки боевиков. Когда здание подожгли и держать оборону в нём стало практически невозможно, группа с боем прорвалась к комплексу правительственных зданий в центре Грозного.
С. И. Шаврин как представитель ФСБ неоднократно вёл переговоры с боевиками, договаривался о передаче тел погибших сотрудников и об обмене военнопленными. 
За мужество и героизм, проявленные при выполнении специального задания, Указом Президента Российской Федерации от 9 сентября 1996 года Шаврину Сергею Ивановичу присвоено звание Героя Российской Федерации с вручением медали «Золотая Звезда».
В 2002 году командовал одной из штурмовых групп при проведении операции по освобождению заложников в концертном зале на Дубровке.
Полковник Шаврин С. И. продолжал службу в ФСБ России до 5 декабря 2005 года. В этот день полковник запаса Шаврин С. И. одержал победу на состоявшихся довыборах в Государственную Думу РФ по Преображенскому округу № 199 Москвы. Член партии «Единая Россия».
Вице-президент Регионального общественного фонда поддержки Героев Советского Союза и Героев Российской Федерации имени генерала Е. Н. Кочешкова.
Женат, воспитывает двух сыновей.

## Награды
- Герой Российской Федерации (1996) — за мужество и героизм, проявленные при выполнении специального задания;
- Орден «За заслуги перед Отечеством» IV степени с мечами;
- Медаль «За отвагу»;
- Медаль «В память 850-летия Москвы»;
- Юбилейная медаль «70 лет Вооружённых Сил СССР»;
- Медаль «За отличие в воинской службе» 1 степени;
- Медаль «За отличие в военной службе» 1, 2 и 3 степеней (ФСБ России);
- Медаль «За содействие ВВ МВД»;
- Медаль «За совершение невозможного» (ассоциация ветеранов подразделений специального назначения «Братство краповых беретов „Витязь“»);
- Памятная медаль «Патриот России».